# جيم غلين
جيم غلين (بالإنجليزية: Jim Glenn)‏ هو سياسي أمريكي، ولد في 17 فبراير 1948 في برمنغهام في الولايات المتحدة. حزبياً، نشط في الحزب الديمقراطي.